# Aimé Larguier
Pour les articles homonymes, voir Larguier.
Aimé Larguier est un homme politique français né le 22 septembre 1895 à Béziers et mort le 20 mars 1938 à Paris.

## Mandats
- Maire de Saint-Michel-de-Dèze
- Conseiller général du canton de Saint-Germain-de-Calberte
- Député du Gard (1936-1938)

## Sources
- « Aimé Larguier », dans le Dictionnaire des parlementaires français (1889-1940), sous la direction de Jean Jolly, PUF, 1960 [détail de l’édition]